# Glenn Layendecker
Glenn Layendecker (ur. 9 maja 1961 w Stanford) – amerykański tenisista.

## Kariera tenisowa
Zawodowym tenisistą był w latach 1983–1992.
W grze pojedynczej Layendecker został finalistą 2 zawodów rangi ATP World Tour.
W grze podwójnej jest zwycięzcą 1 turnieju rangi ATP World Tour oraz uczestnikiem 4 finałów.
W rankingu gry pojedynczej najwyżej był na 48. miejscu (5 marca 1990), a w klasyfikacji gry podwójnej na 32. pozycji (16 października 1989).

### Finały w turniejach ATP World Tour
| Legenda                                      |
| -------------------------------------------- |
| Wielki Szlem                                 |
| Igrzyska olimpijskie                         |
| Tennis Masters Cup / ATP Finals              |
| ATP Masters Series / ATP Tour Masters 1000   |
| ATP International Series Gold / ATP Tour 500 |
| ATP International Series / ATP Tour 250      |

#### Gra pojedyncza (0–2)
| Końcowy wynik | Nr | Data                | Turniej    | Nawierzchnia | Przeciwnik      | Wynik finału  |
| ------------- | -- | ------------------- | ---------- | ------------ | --------------- | ------------- |
| Finalista     | 1. | 23 czerwca 1985     | Bristol    | Trawiasta    | Marty Davis     | 6:4, 3:6, 5:7 |
| Finalista     | 2. | 9 października 1988 | Scottsdale | Twarda       | Mikael Pernfors | 2:6, 4:6      |

#### Gra podwójna (1–4)
| Końcowy wynik | Nr | Data                | Turniej       | Nawierzchnia    | Partner         | Przeciwnicy                  | Wynik finału  |
| ------------- | -- | ------------------- | ------------- | --------------- | --------------- | ---------------------------- | ------------- |
| Finalista     | 1. | 24 lutego 1985      | Toronto       | Dywanowa (hala) | Glenn Michibata | Peter Fleming Anders Järryd  | 6:7, 2:6      |
| Finalista     | 2. | 4 października 1987 | San Francisco | Dywanowa (hala) | Todd Witsken    | Jim Grabb Patrick McEnroe    | 2:6, 6:0, 4:6 |
| Finalista     | 3. | 8 stycznia 1989     | Adelaide      | Twarda          | Mark Kratzmann  | Neil Broad Stefan Kruger     | 2:6, 6:7      |
| Finalista     | 4. | 11 lutego 1990      | San Francisco | Dywanowa (hala) | Richey Reneberg | Kelly Jones Robert Van’t Hof | 6:2, 6:7, 3:6 |
| Zwycięzca     | 1. | 19 lipca 1992       | Stuttgart     | Ceglana         | Byron Talbot    | Javier Sánchez Marc Rosset   | 4:6, 6:3, 6:4 |